# Josef Mojmír Weimann
Josef Mojmír Weimann (13. dubna 1912 Brno – 13. srpna 1995, používal pseudonymy J. Vojan a J. Mír) byl český pedagog, básník, kulturní, hudební a výtvarný kritik.

## Biografie
Josef Mojmír Weimann se narodil v roce 1912 v Brně, jeho otcem byl bankovní úředník a matka byla operní sólistkou, jeho sourozenci byli zpěvák Jiří Weimann a sestra spisovatelka Liběna Skálová. Po ukončení studií Filozofické fakulty Masarykovy univerzity v Brně nastoupil na pozici učitele němčiny a češtiny na gymnázium v Brně, posléze v Jihlavě a mezi lety 1941 a 1948 na gymnáziu v Třebíči.
Věnoval se primárně psaní básní, povídek, pohádek, fejetonů, recenzí a studií, publikoval v Lidové demokracii, Lidových novinách, Brněnském večerníku, Hostu do domu nebo Vlastivědném věstníku moravském. Věnoval se dílu Petra Bezruče, Josefa Uhra, Bedřicha Václavka nebo Jiřího Wolkera. Byl jedním ze zakladatelů Nezvalovy Třebíče.